# 유인계약
계약에 의해서 발생한 채무가 그것을 발생시킨 원인이 된 사실과 결부되어, 그 사실이 없으면 채무도 발생하지 않는다는 관계에 놓여 있는 계약이 유인계약(有因契約)이다. 한편 법률에 의해서 사실과 채무가 무관계(無關係)로 되어 발생함으로써 원인인 사실이 없어도 채무만은 존립하는 계약이 무인계약(無因契約)이다. 민법의 전형계약은 전부 유인계약이다. 예컨대 매도인(賣渡人)의 목적물 인도채무와 매수인(買受人)의 대금지급 채무는 서로 원인관계에 있으며 매도인의 채무가 원시적 불능으로 무효가 되었을 때에는 매수인의 채무도 발생하지 않으며, 결국 매매계약 자체가 무효로 된다. 민법에는 규정이 없지만 계약자유의 원칙으로 보아서 당사자의 합의에 의한 무인계약은 유효하다고 인정된다.